# عکرمة بن ابی‌جهل
عِکرِمة بن ابی‌جهل بن هشام مخزومی فرزند عمرو بن هشام (ابوجهل)، از جنگجویان و صحابه محمد پیامبر اسلام بود. وی در ابتدا از دشمنان اسلام به شمار می‌رفت و در جنگ‌های قریش علیه مسلمانان شرکت داشت. پس از فتح مکه با وجود پافشاری‌های بسیاری از مسلمانان، عکرمه مورد بخشش پیامبر اسلام قرار گرفت. وی در جنگ یمامه شرکت داشت و در جنگ یرموک کشته شد. در جنگ یرموک میان صف رومیان داخل شد، هرچند خالد بن ولید از وی خواهش کرد تا از صف برآید، اما وی نپذیرفت.